# Yohei Nakajima
Pour les articles homonymes, voir Nakajima.
Yōhei Nakajima (中島洋平, Nakajima Yōhei), né le 22 août 1985 à Hakodate dans la préfecture d'Hokkaidō, est un catcheur (lutteur professionnel) japonais.

## Carrière

### New Japan Pro Wrestling (2009–2012)
Le 16 septembre 2010, lui et Takuya Tomakomai perdent contre Taichi et Tomoaki Honma.

### All Japan Pro Wrestling (2014–...)
Le 27 juillet, après avoir perdu contre SUSHI, Oyaji a révélé sa véritable identité en se démasquant et a annoncé qu'il travaillerait sous son vrai nom, Yōhei Nakajima, à partir de maintenant.
Le 27 novembre 2016, il perd le titre contre Jiro Kuroshio.
Le 11 février 2020, lui et Takao Omori perdent contre JIN (Jake Lee et Koji Iwamoto) et ne remportent pas les AJPW All Asia Tag Team Championship.
Le 13 décembre, lui, Carbell Ito et Takao Omori battent Daimonji So, Revlon et Ryoji Sai pour devenir les premiers AJPW TV Six Man Tag Team Champions.

## Palmarès
- All Japan Pro Wrestling
  - 1 fois AJPW TV Six Man Tag Team Championship avec Carbell Ito et Takao Omori
  - 4 fois Gaora TV Championship

- Kohaku Wrestling Wars
  - 1 fois UWA World Tag Team Championship avec Ikuto Hidaka

- Okinawa Pro Wrestling
  - 2 fois MWF World Tag Team Championship avec Kaijin Habu Otoko